# Echinops spinosissimus
Die Drüsenhaarige Kugeldistel (Echinops spinosissimus) ist eine Pflanzenart aus der Gattung Echinops in der Familie der Korbblütler (Asteraceae).

## Merkmale
Die Drüsenhaarige Kugeldistel ist ein ausdauernder Schaft-Hemikryptophyt, der Wuchshöhen von 50 bis 80, selten bis 200 Zentimetern erreicht. Der Stängel ist dicht spinnwebig-filzig und besitzt 1 bis 2 Millimeter lange, dunkle Drüsenhaare. Die Blätter sind meistens zweifach fiederschnittig. Der Köpfchenstand ist kugelig. Die Hüllblätter sind zu je 20 angeordnet. Die äußeren Hüllblätter sind borstenförmig zerschlitzt und bis zu halb so lang wie das Köpfchen, die anderen sind spatelig und zugespitzt. Zum Teil sind bei den mittleren Hüllblättern Dornen vorhanden, die 20 bis 50 Millimeter lang sind und die Köpfchen überragen.
Die Blütezeit reicht von Juli bis Oktober.
Die Chromosomenzahl beträgt 2n = 28.

## Vorkommen
Echinops spinosissimus kommt im östlichen Mittelmeerraum sowie in Nordafrika (westlich bis Marokko) vor. Die Art wächst auf Brachland, trockenen Ruderalstellen, Olivenhainen, Sandküsten und überweideter Phrygana.

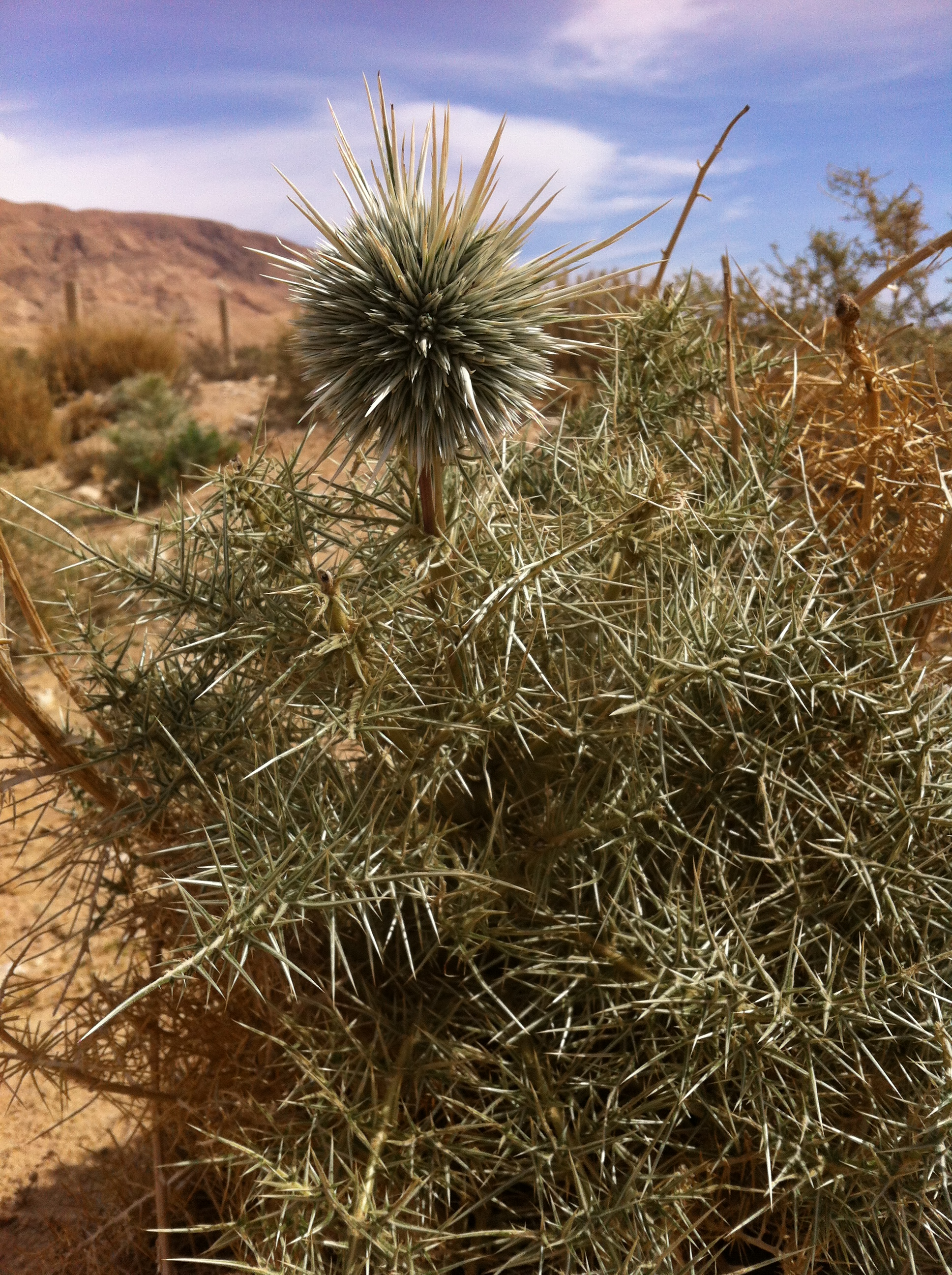
Drüsenhaarige Kugeldistel (Echinops spinosissimus) in Tunesien

## Systematik
Es können folgende Unterarten unterschieden werden:
- Echinops spinosissimus subsp. bithynicus (Boiss.) Greuter (Syn.: Echinops bithynicus Boiss.): Sie kommt in Griechenland, in der Türkei, auf Zypern, Kreta und in der Ägäis vor.[4]
- Echinops spinosissimus subsp. bovei (Boiss.) Greuter (Syn.: Echinops bovei Boiss.): Sie kommt in Marokko, Algerien, Tunesien und Libyen vor.[4]
- Echinops spinosissimus subsp. chaetocephalus (Batt.) Sennen & Mauricio: Sie kommt in Marokko vor.[4]
- Echinops spinosissimus subsp. fontqueri (Pau) Greuter (Syn.:  Echinops fontqueri Pau):  Sie kommt in Marokko vor.[4]
- Echinops spinosissimus subsp. macrolepis (Boiss.) Greuter (Syn.: Echinops viscosus subsp. macrolepis (Boiss.) Feinbrun): Sie kommt in Syrien, im Libanon und in Israel vor.[4]
- Echinops spinosissimus subsp. neumayeri (Vis.) Kožuharov (Syn.: Echinops neumayeri Vis.): Sie kommt in Italien, Kroatien, Albanien und Griechenland vor.[4]
- Echinops spinosissimus subsp. spinosus Greuter: Sie kommt in Marokko, Algerien, Tunesien, Sizilien, Libyen, Ägypten und auf der Sinaihalbinsel vor.[4]
- Echinops spinosissimus Turra subsp. spinosissimus: Sie kommt in Griechenland, in der Türkei, auf Kreta und in der Ägäis vor.[4]

## Belege
1. 1 2  Peter Schönfelder, Ingrid Schönfelder: Die neue Kosmos Mittelmeerflora. Über 1600 Arten und 1600 Fotos (= KosmosNaturführer). Franckh-Kosmos, Stuttgart 2008, ISBN 978-3-440-10742-3, S. 110.
2. 1 2 3 4  Ralf Jahn, Peter Schönfelder: Exkursionsflora für Kreta. Mit Beiträgen von Alfred Mayer und Martin Scheuerer. Eugen Ulmer, Stuttgart (Hohenheim) 1995, ISBN 3-8001-3478-0, S. 321.
3. ↑   Tropicos.
4. 1 2 3 4 5 6 7 8 9  Werner Greuter (2006+): Compositae (pro parte majore). – In: W. Greuter & E. von Raab-Straube (ed.): Compositae. Euro+Med Plantbase - the information resource for Euro-Mediterranean plant diversity. 
Datenblatt Echinops spinosissimus In: Euro+Med Plantbase - the information resource for Euro-Mediterranean plant diversity.